# مارتین شوالیه
مارتین شوالیه (انگلیسی: Martine Chevallier؛ زادهٔ ۱۹۴۹ (۷۶ سال)) بازیگر اهل فرانسه است.
از فیلم‌ها یا برنامه‌های تلویزیونی که وی در آن نقش داشته‌است، می‌توان به آهنگ شیرین، به هیچ‌کس نگو، بدرود، ملکه من، نگران نباش، حال من خوب است، جفرسون در پاریس و کودکان اشاره کرد.